# Teatro Eleonora Duse (Cortemaggiore)
Il Teatro Eleonora Duse è un teatro situato a Cortemaggiore, in provincia di Piacenza.
L'edificio che ospita il teatro dedicato ad Eleonora Duse era originariamente un oratorio consacrato alla Beata Vergine Immacolata, costruito nel 1755 ed annesso a quello che era il convento delle suore terziarie francescane. Nel 1827, in occasione della demolizione del convento, l'oratorio fu definitivamente trasformato in teatro.

## Storia
Il 23 febbraio 1822 il consiglio degli anziani di Cortemaggiore inviò a Maria Luigia d'Austria, duchessa di Parma, Piacenza e Guastalla, la richiesta di concessione di un locale appartenente al convento delle terziarie francescane per destinarlo a teatro. La decisione di costruire una nuova struttura teatrale derivò dalla volontà della popolazione di proseguire l'antica tradizione teatrale cortemaggiorese rappresentata dal conosciuto teatrino della Rocca dei Farnese, che durante il XVIII secolo aveva ospitato diverse volte anche Carlo Goldoni.
La duchessa approvò la richiesta il 7 Agosto 1822; nonostante questo, l'avanzamento del progetto fu interrotto fino al 1824, quando il 23 marzo venne istituita dal consiglio degli anziani una commissione che aveva l'obiettivo di approvare il progetto, la cui realizzazione fu curata dall'architetto parmense Fortunato Canali e che avrebbe utilizzato materiale di risulta ottenuto a seguito della parziale demolizione e del ribassamento della cinta esterna del convento, la cui proprietà, nel frattempo, era passata in capo al comune.
A causa degli alti costi preventivati dall'architetto parmense, i lavori vennero, poi, affidati dalla Ducale Accademia di belle arti a Faustino Colombi, il quale ricoprì anche la carica di direttore dei lavori. A seguito di una richiesta del podestà di Cortemaggiore, preoccupato a causa della mancanza di fondi da dedicare al progetto, il Colombi decise inoltre di prestare la propria opera senza richiedere nessun compenso. La stessa accademia espresse un giudizio molto lusinghiero sul progetto, asserendo che esso presentasse «accorgimenti e industria grande benché stretto da limitati confini e da pochi mezzi pubblici». Sempre per necessità legate alla scarsa disponibilità economica, alcuni palchi vennero murati.

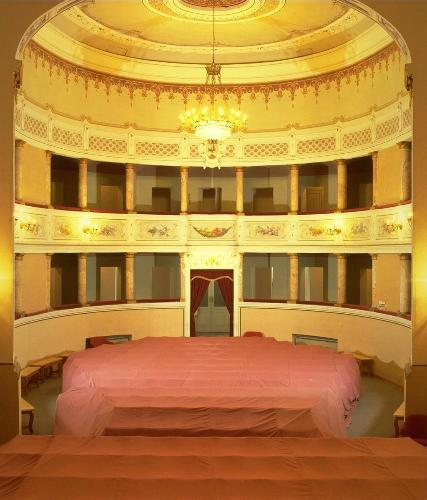
L'interno del teatro

Dopo lavori durati una decina di mesi il teatro fu inaugurato il 23 giugno 1827 con la rappresentazione dell'opera Eduardo e Cristina di Gioachino Rossini. Per celebrare l'anno di apertura venne posta  di fronte all'ingresso un'iscrizione riportante Ludis scenicis publice a MDCCCXXVII.
Nel 1927, in occasione della nuova apertura del teatro dopo consistenti lavori di restauro curati dai geometri Luigi e Francesco Crotti, l'edificio fu dedicato a Eleonora Duse, la quale aveva recitato in alcune rappresentazioni al suo interno durante il biennio 1868-1869. Dopo la seconda guerra mondiale il teatro venne chiuso Nel 1975, dopo aver avuto accesso a finanziamenti regionali, il comune promosse una serie di restauri e lavori finalizzati principalmente ad incrementarne la capienza; questi lavori, tuttavia modificarono gli originali rapporti tra cavea e palcoscenico, oltre a neutralizzare la funzione di alcuni palchi laterali originata dall'arretramento del boccascena.
Nel 1990, a seguito dell'entrata in vigore della legge sulla sicurezza nei luoghi pubblici, le attività teatrali vennero interrotte poiché il rivestimento dell'edificio e l'arredamento interno non erano in linea con quanto prescritto dalla normativa. Da questo momento, il teatro venne impiegato come sala convegni ospitando riunioni e incontri. Nel 1992 fu rifatto il tetto, mentre nel 1995 fu stanziata all'interno del bilancio comunale una somma sufficiente a permettere la ripresa delle attività teatrali.

## Descrizione
L'edificio presenta una facciata in stile neoclassico nella quale si aprono tre portali dal disegno piuttosto semplice ciascuno sormontato da una finestra. La parte superiore della facciata è tripartita per mezzo di lesene doriche, le quali sono coronate da un timpano decorato con elementi di gusto neoclassico e con lo stemma di Cortemaggiore.
Il disegno dell'atrio, così come della scala che conduce ai palchi del secondo ordine, trae ispirazione da motivi neorinascimentali. La platea, caratterizza da una struttura a forma di ferro di cavallo, presenta dodici palchi nel primo ordine e tredici nel secondo; due dei palchi di entrambi gli ordini sono murati. Il finto loggione e le balconate sono ornate da decorazioni in tempera e stucco opera del pittore piacentino Gaetano Tagliaferri e raffiguranti fiori e ghirlande.